# Список инвазивных видов
Список инвазивных видов включает виды животных и растений, случайно занесенных человеком (или распространившиеся по созданным человеком коридорам) в новые для них регионы, где они успешно приживаются, начинают размножаться и захватывать новые территории.
Инвазивные («агрессивные») виды негативно влияют на местную фауну и флору, отчего становятся вредителями и карантинными объектами. Существует некоторая путаница относительно того, являются ли полными синонимами понятия «инвазивные» (от англ. invasive) и «интродуцированные» виды, включая или не включая виды, являющиеся синантропными. Случайность заноса и нанесение вреда аборигенным экосистемам отличает инвазивные виды от интродуцированных.

## Европа

### Животные

#### Членистоногие

##### Ракообразные
- Китайский мохнорукий краб (Eriocheir sinensis)[1]

##### Насекомые
- Harmonia axyridis[2]
- Колорадский жук (Leptinotarsa decemlineata)[3]
- Coptotermes formosanus
- Ясеневая изумрудная узкотелая златка (Agrilus planipennis)
- Западный цветочный трипс (Frankliniella occidentalis)
- Американская белая бабочка (Hyphantria cunea)
- Каштановая минирующая моль (Cameraria ohridella)[4]
- Южноамериканский пальмовый бурильщик (Paysandisia archon)
- Красный пальмовый долгоносик (Rhynchophorus ferrugineus)

###### Муравьи
- Аргентинский муравей (Linepithema humile)
- Красный огненный муравей (Solenopsis invicta)
- Pheidole megacephala
- Tapinoma melanocephalum[5]
- Малый огненный муравей
- Lasius neglectus[6]

#### Моллюски
- Устрица гигантская[7] (Crassostrea gigas)
- Crepidula fornicata (Common slipper shell)
- Речная дрейссена (Dreissena polymorpha)
- Ensis directus (American jack-knife clam)
- Ferrissia fragilis (Freshwater limpet)[8]
- Potamopyrgus antipodarum (New Zealand mud snail)
- Melanoides tuberculatus (Red-rimmed melania)
- Рапана венозная (Rapana venosa)

#### Плоские черви
- Diversibipalium multilineatum
- Platydemus manokwari
- Arthurdendyus triangulatus

#### Хордовые

##### Птицы
- Нильский гусь (Alopochen aegyptiacus)[9]
- Сухонос, или китайский гусь (Anser cygnoides)
- Горный гусь (Anser indicus)
- Канадская казарка (Branta canadensis)
- Домовая ворона (Corvus splendens)
- Попугай-монах (Myiopsitta monachus)
- Американская савка (Oxyura jamaicensis) (Ruddy duck)[10]
- Ожереловый попугай Крамера (Psittacula krameri)

##### Млекопитающие
- Кошка (Félis silvéstris cátus)
- Американская норка (Mustela vison)
- Нутрия (Myocastor coypus)
- Енотовидная собака (Nyctereutes procyonoides)
- Собака домашняя (Canis lupus familiaris)[11][12]
- Ондатра (Ondatra zibethicus)
- Серая крыса (Rattus norvegicus)
- Чёрная крыса (Rattus rattus)

### Растения
- Айлант высочайший (Ailanthus altissima)[13]
- Аморфа кустарниковая (Amorpha fruticosa)[14]
- Карпобротус съедобный (Carpobrotus edulis)[15]
- Caulerpa racemosa (Grape caulerpa)[16]
- Caulerpa taxifolia, Mediterranean clone[17]
- Crassula helmsii (Australian swamp stonecrop)[18]
- Элодея канадская (Elodea canadensis)[19]
- Fallopia japonica (Japanese knotweed)[20]
- Гледичия трёхколючковая (Honey locust)
- Борщевик Мантегацци (Heracleum mantegazzianum)[21]
- Hydrocotyle ranunculoides (Floating pennywort)[22]
- Impatiens glandulifera (Himalayan balsam)[23]
- Myriophyllum aquaticum (Parrot feather)[24]
- Rhododendron ponticum[25]
- Робиния псевдоакация (Robinia pseudoacacia)[26]
- Клён ясенелистный (Ácer negúndo)

## Австралия

#### Животные

##### Насекомые
- Табачная белокрылка (Silverleaf whitefly)[27]
- Огненные муравьи (Solenopsis invicta; Red imported fire ant)[28]
- Оса германская (Vespula germanica)[29]

##### Млекопитающие
- Одногорбый верблюд (Camelus dromedarius)[30]
- Домашняя собака (Canis lupus familiaris)[31]
- Коза домашняя (Capra hircus)[31]
- Африканский осёл (Equus africanus)[32]
- Осёл (Equus asinus)[33]
- Лошадь домашняя (Equus caballus)[34]
- Кошка (Felis silvestris catus)[31]
- Lepus capensis (Cape hare)[32]
- Домовая мышь (Mus musculus)[31][34]
- Европейский кролик (Oryctolagus cuniculus)[31]
- Малая крыса (Rattus exulans)[35]
- Серая крыса (Rattus norvegicus)[36]
- Чёрная крыса (Rattus rattus)[37]
- Домашняя свинья (Sus scrofa domestica)[34]
- Рыжая лисица (Vulpes vulpes)[31][38]
- Коала на о. Кенгуру

## Контроль
В Международном союзе охраны природы с 1993 года действует группа специалистов по инвазивным видам — ISSG, и ведётся база данных об инвазивных видах. В России организацией, контролирующей ввоз инвазивных видов является Федеральная служба по ветеринарному и фитосанитарному надзору (Россельхознадзор).